# (129564) Christy
(129564) Christy est un astéroïde de la ceinture principale.

## Description
(129564) Christy est un astéroïde de la ceinture principale. Il fut découvert par Marc W. Buie le 7 mars 1997 à la station Anderson Mesa de l'observatoire Lowell. Il présente une orbite caractérisée par un demi-grand axe de 2,67 UA, une excentricité de 0,079 et une inclinaison de 14,33° par rapport à l'écliptique.
Il fut nommé en l'honneur de James W. Christy, né en 1938, qui fut pendant plusieurs années membre de l'équipe de l'observatoire naval des États-Unis, et est connu pour être le découvreur de Charon, le plus grand des satellites de Pluton.

## Compléments